# Komuro Mako
Komuro Mako (小室眞子 (Tiểu-Thất Chân-Tử) sinh ngày 23 tháng 10 năm 1991), nguyên là Nội Thân vương Mako (眞子内親王 (Chân Tử Nội Thân vương) Mako Naishinnō), là con gái cả của Hoàng tự Fumihito và Hoàng tự phi Kiko, và là cựu thành viên của Hoàng gia Nhật Bản, nhánh Thu Tiểu cung. Cô cũng là cháu nội cả của Thượng hoàng Akihito và Thượng hoàng hậu Michiko.
Ngày 26/10/2021, cô kết hôn với Komuro Kei, trở thành thường dân và rời khỏi Hoàng thất, bắt đầu mang họ chồng là Komuro.

## Tiểu sử
Mako sinh vào ngày 23 tháng 10 năm 1991 tại Bệnh viện Cung nội sảnh tại Hoàng cung Tokyo. Cô học tiểu học và trung học tại ngôi trường Gakushūin (Học Tập Viện) theo truyền thống. Cô có một người em gái, Nội Thân vương Kako và một người em trai, Thân vương Hisahito.
Mako trở thành một thần tượng Internet từ năm 2004, khi chương trình tin tức quay cảnh cô trong bộ đồng phục thủy thủ phát sóng trên truyền hình. Một kho lưu trữ hình ảnh xuất hiện và một video fanart về Nội Thân vương được tải lên trang web chia sẻ video đại chúng Nico Nico Douga, thu hút hơn 340.000 lượt xem và 86.000 bình luận. Cơ quan nội chính Hoàng gia Nhật Bản đã trả lời trước báo giới rằng họ không chắc chắn về hướng giải quyết hiện tượng này, do không có dấu hiệu nào cho thấy sự vu khống hay xúc phạm Hoàng thất Nhật Bản.
Vào tháng 8 năm 2006, cô đến thăm Viên trong 2 tuần theo một học bổng học sinh diện homestay. Cô đã ở nhà của một người Áo là đồng nghiệp của Kawashima Tatsuhiko, bố của Thu Tiểu cung Thân vương phi Kiko, tức ông ngoại cô. Vốn yêu thích nghệ thuật và kiến trúc, Mako đã tham quan các viện bảo tàng, thánh đường St. Stephen và dinh Schönbrunn. Cùng với cha, cô đã thực hiện bổn phận chính thức đầu tiên của mình trong một sự kiện tôn giáo ở Thần cung Ise, một năm sau đó.
Năm 2011, Mako đến tuổi trưởng thành và được phong tặng Bảo quan chương. Kể từ đó, cô được tham dự các sự kiện chính thức với tư cách một thành viên trưởng thành của Hoàng thất. Tháng 7 năm 2011, cô làm tình nguyện viên trong khu vực bị ảnh hưởng bởi trận động đất và sóng thần Tōhoku 2011 mà không để lộ thân phận của mình.
Nội Thân vương Mako tốt nghiệp Đại học Quốc tế Christian ở Mitaka, Tokyo vào ngày 26 tháng 5 năm 2014 với học vị Cử nhân Nghệ thuật và Di sản văn hóa. Cô lấy được chứng chỉ quốc gia trong lĩnh vực tổ chức triển lãm và bằng lái xe khi đang là sinh viên đại học. Luận văn tốt nghiệp đại học của cô là "Sự ra đời, phát triển, biến cải của hội họa về thần thoại Nhật Bản trong Thời kỳ Minh Trị" (viết bằng tiếng Anh, dài 80 trang).
Năm 2014, cô trở thành Chủ tịch danh dự của Liên hoan Gốm sứ Quốc tế MINO, tổ chức tại Tajimi, Gifu ba năm một lần. Ngày 17 tháng 9 năm 2014, Nội Thân vương Mako rời Nhật Bản đến sống tại Vương quốc Liên hiệp Anh và Bắc Ireland, nơi cô học về bảo tàng ở Đại học Leicester trong một năm.
Tháng 1 năm 2016, Mako lấy được bằng thạc sĩ về bảo tàng học tại ngôi trường này. Mako đã trở thành nhà nghiên cứu dự án của bảo tàng đại học thuộc Đại học Tokyo vào ngày 1 tháng 4 năm 2016.
Nội Thân vương Mako có thể giao tiếp bằng ngôn ngữ ký hiệu Nhật Bản và quan tâm đến cộng đồng người khiếm thính, giống như Thân vương phi Kiko, mẹ cô.
Cô đã đính hôn với anh Komuro Kei, một thường dân, vào năm 2017. Tuy nhiên sau đó nhiều báo lá cải đăng tin về một tranh chấp tài chính trong đó mẹ của anh Komuro được cho là còn nợ vị hôn phu cũ của bà. Sau đó, anh Komuro cho biết khoản tiền là một món quà, không phải tiền nợ. Vụ bê bối sau đó thu hút sự chú ý của truyền thông và các thành viên hoàng gia Nhật Bản được yêu cầu lên tiếng. Đầu năm 2018, hôn lễ bị hoãn. Đầu tháng 10, Hoàng gia Nhật Bản ra thông cáo chính thức, cô sẽ kết hôn với Komuro Kei, hôn lễ diễn ra vào ngày 26/10/2021. Điều này cũng đồng nghĩa với việc Nội Thân vương Mako sẽ rút khỏi Hoàng gia Nhật Bản để cưới thường dân. Sẽ không có các nghi lễ đi kèm các hôn lễ hoàng gia như thường lệ. Cô cũng từ chối và không nhận của hồi môn 150 triệu yên (tương đương 1,35 triệu USD) của Hoàng thất. Sau khi kết hôn, cô cùng chồng sẽ sang Hoa Kỳ định cư.
Sau khi kết hôn vào ngày 26/10/2021 và hoàn thành cuộc họp báo sau đó với vị hôn phu của mình, Mako sẽ chính thức đổi sang họ chồng là Komuro và rời khỏi hoàng gia Nhật Bản. Ngày 27/10 - tên của Nội Thân vương Mako chính thức bị gạch khỏi gia phả hoàng gia Nhật Bản

## Phong tặng
- Bảo quan Đại thụ chương của Bảo quan chương -